# Villavicencio de los Caballeros
Villavicencio de los Caballeros is een gemeente in de Spaanse provincie Valladolid in de regio Castilië en León met een oppervlakte van 36,06 km². Villavicencio de los Caballeros telt 235 inwoners (1 januari 2016).

## Demografische ontwikkeling
Bron: INE, 1857-2011: volkstellingen